# Scelolyperus curvipes
Scelolyperus curvipes är en skalbaggsart som beskrevs av Wilcox 1965. Scelolyperus curvipes ingår i släktet Scelolyperus och familjen bladbaggar. Inga underarter finns listade i Catalogue of Life.